# Pensacola peckhami
Pensacola peckhami là một loài nhện trong họ Salticidae.
Loài này thuộc chi Pensacola. Pensacola peckhami được Elizabeth Bangs Bryant miêu tả năm 1943.